# Armata Greciei
Armata Greciei este formată din trei categorii de arme: Armata Elenă, Marina Elenă și Forțele Aeriene Elene. În prezent, Grecia are serviciu militar obligatoriu pentru bărbați, conform căruia toți bărbații peste 18 ani trebuie să facă servească pentru 9 luni. Femeile pot fi în armata, dar nu obligatoriu. 
Autoritatea civilă pentru armata greacă este Ministerul Apărării Naționale.
Grecia este membră a OTAN și UE și participă la operațiunile de menținere a păcii ca ISAF în Afganistan, EUFOR în Bosnia și Ciad și KFOR în Kosovo.